# مارتن إسكوديرو
مارتن إسكوديرو هو عارض وممثل فلبيني، ولد في 11 أبريل 1990 بكيزون في الفلبين.

## وصلات خارجية
- مارتن إسكوديرو على موقع IMDb (الإنجليزية)
- مارتن إسكوديرو على موقع قاعدة بيانات الفيلم (الإنجليزية)